# Montaut (Gers)
Pour les articles homonymes, voir Montaut.
Montaut-d'Astarac redirige ici.
Montaut (Montaut en gascon), également nommée localement Montaut-d'Astarac, est une commune française située dans le sud du département du Gers en Occitanie. Sur le plan historique et culturel, la commune est dans le pays d'Astarac, un territoire du sud gersois très vallonné, au sol argileux, qui longe le plateau de Lannemezan.
Exposée à un climat océanique altéré, elle est drainée par la Baïse, la Baisole, le Haget et par divers autres petits cours d'eau.
Montaut est une commune rurale qui compte 123 habitants en 2022, après avoir connu un pic de population de 420 habitants en 1846. Ses habitants sont appelés les Montois ou  Montoises.

## Politique et administration

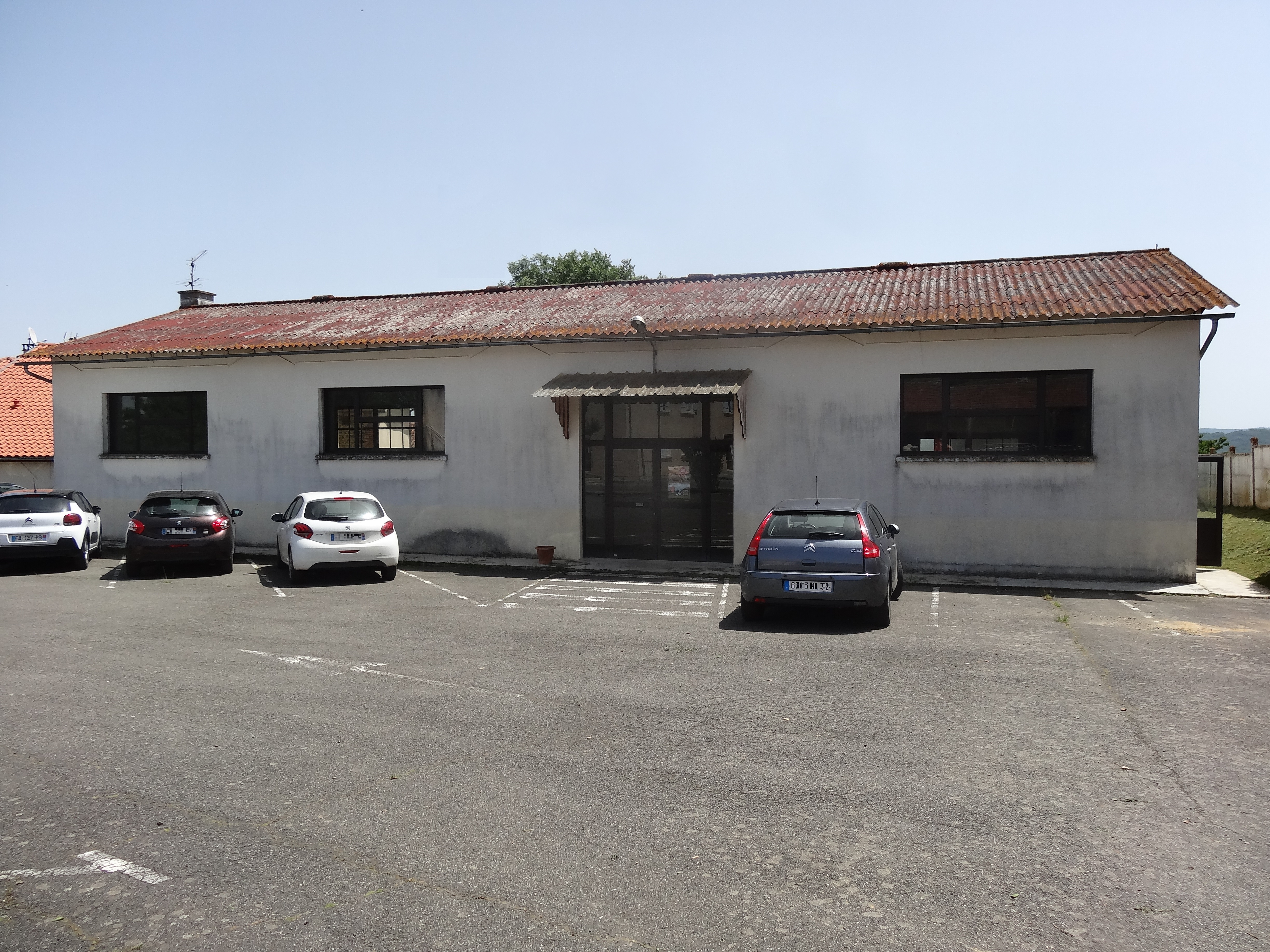
La salle des fêtes.

## Géographie

### Localisation
La commune de Montaut est située en Astarac près de Mirande.

### Communes limitrophes
Les communes limitrophes sont  Barcugnan, Mont-de-Marrast, Saint-Michel, Sainte-Aurence-Cazaux, Sainte-Dode, Sauviac et Viozan.
| Sainte-Dode     | Saint-Michel          |         |
| Mont-de-Marrast | Montaut               | Sauviac |
| Barcugnan       | Sainte-Aurence-Cazaux | Viozan  |

### Géologie et relief
Le territoire s'étend sur trois vallées, entre la Baïse et la Baïsole. Ces vallées sont typiques de l'Astarac. Le village est situé sur une crête dominant la vallée du Haget, à proximité de la motte castrale de l'ancien château.
Montaut se situe en zone de sismicité 2 (sismicité faible).
La commune dispose d'un central téléphonique équipé pour l'internet ADSL2+.

### Hydrographie
La commune est dans le bassin de la Garonne, au sein du bassin hydrographique Adour-Garonne. Elle est drainée par la Baïse, la Baisole, le Haget, un bras de la Baïsole et par deux petits cours d'eau, qui constituent un réseau hydrographique de 8 km de longueur totale,.
La Baïse, d'une longueur totale de 187,6 km, prend sa source dans la commune de Capvern et s'écoule vers le nord. Elle traverse la commune et se jette dans la Garonne à Saint-Léger, après avoir traversé 52 communes.
La Baisole, d'une longueur totale de 47,2 km, prend sa source dans la commune de Campistrous et s'écoule vers le nord. Elle traverse la commune et se jette dans la Baïse à Saint-Michel, après avoir traversé 21 communes.

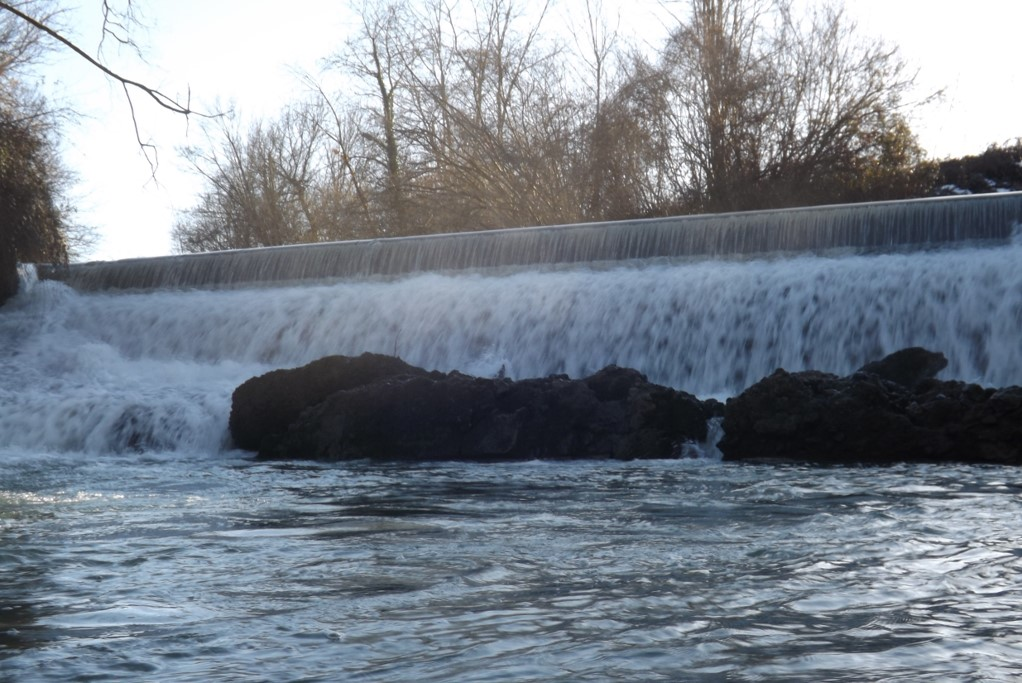
Seuil du moulin de Montaut sur la Baïse.
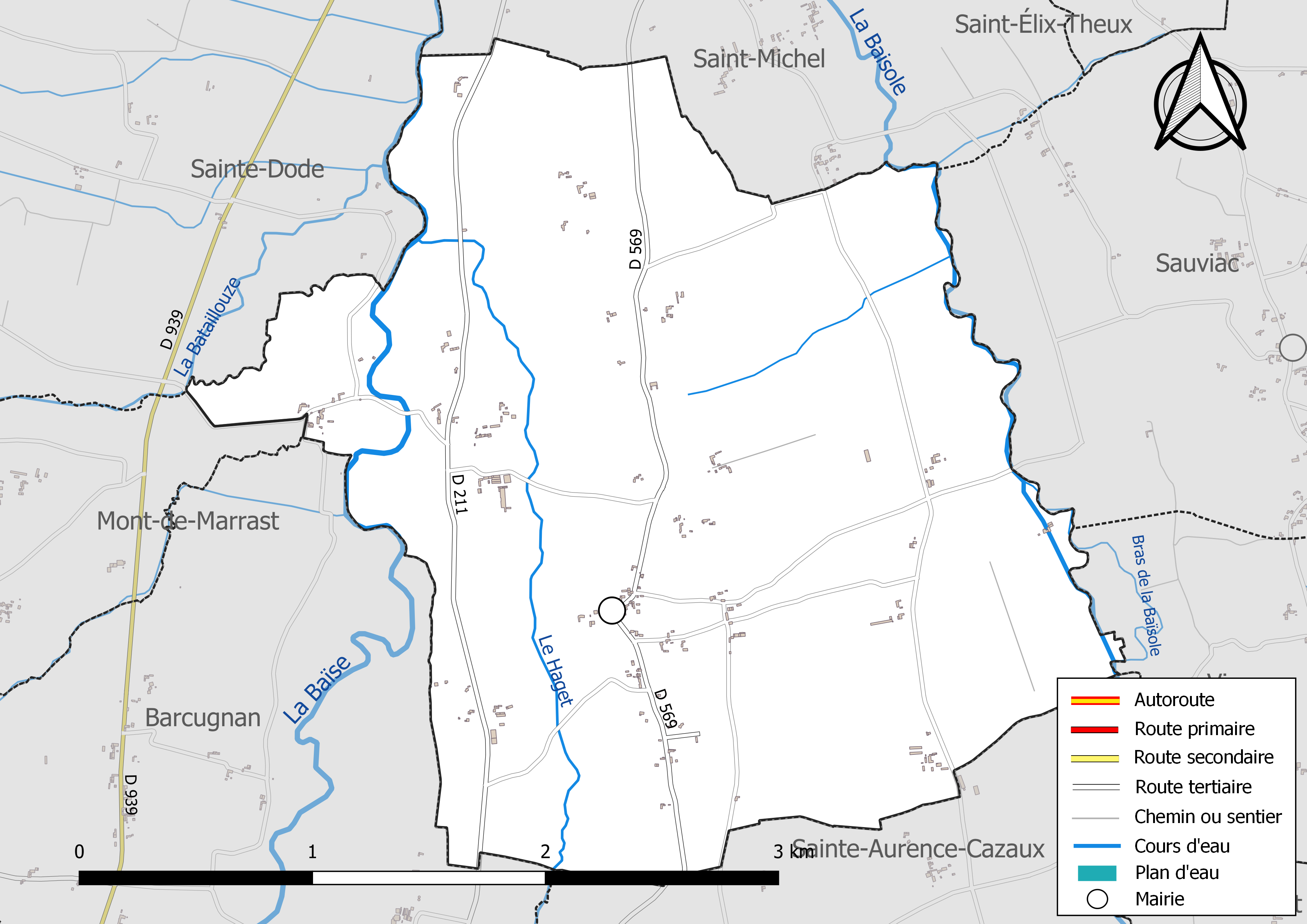
Réseaux hydrographique et routier de Montaut.

### Climat
Pour des articles plus généraux, voir Climat de l'Occitanie et Climat du Gers.
En 2010, le climat de la commune est de type climat des marges montargnardes, selon une étude s'appuyant sur une série de données couvrant la période 1971-2000. En 2020, Météo-France publie une typologie des climats de la France métropolitaine dans laquelle la commune est exposée à un climat océanique altéré et est dans la région climatique Aquitaine, Gascogne, caractérisée par une pluviométrie abondante au printemps, modérée en automne, un faible ensoleillement au printemps, un été chaud (19,5 °C), des vents faibles, des brouillards fréquents en automne et en hiver et des orages fréquents en été (15 à 20 jours).
Pour la période 1971-2000, la température annuelle moyenne est de 13,1 °C, avec une amplitude thermique annuelle de 14,9 °C. Le cumul annuel moyen de précipitations est de 851 mm, avec 9,8 jours de précipitations en janvier et 6,5 jours en juillet. Pour la période 1991-2020, la température moyenne annuelle observée sur la station météorologique la plus proche, située sur la commune de Sadeillan à 6 km à vol d'oiseau, est de 13,6 °C et le cumul annuel moyen de précipitations est de 900,9 mm,. Pour l'avenir, les paramètres climatiques de la commune estimés pour 2050 selon différents scénarios d'émission de gaz à effet de serre sont consultables sur un site dédié publié par Météo-France en novembre 2022.

### Milieux naturels et biodiversité
Aucun espace naturel présentant un intérêt patrimonial n'est recensé sur la commune dans l'inventaire national du patrimoine naturel,,.

## Urbanisme

### Typologie
Au 1er janvier 2024, Montaut est catégorisée commune rurale à habitat très dispersé, selon la nouvelle grille communale de densité à sept niveaux définie par l'Insee en 2022.
Elle est située hors unité urbaine et hors attraction des villes,.

### Occupation des sols
L'occupation des sols de la commune, telle qu'elle ressort de la base de données européenne d’occupation biophysique des sols Corine Land Cover (CLC), est marquée par l'importance des territoires agricoles (99,4 % en 2018), une proportion identique à celle de 1990 (99,4 %). La répartition détaillée en 2018 est la suivante : 
terres arables (79 %), zones agricoles hétérogènes (20,5 %), forêts (0,6 %). L'évolution de l’occupation des sols de la commune et de ses infrastructures peut être observée sur les différentes représentations cartographiques du territoire : la carte de Cassini (XVIIIe siècle), la carte d'état-major (1820-1866) et les cartes ou photos aériennes de l'IGN pour la période actuelle (1950 à aujourd'hui).

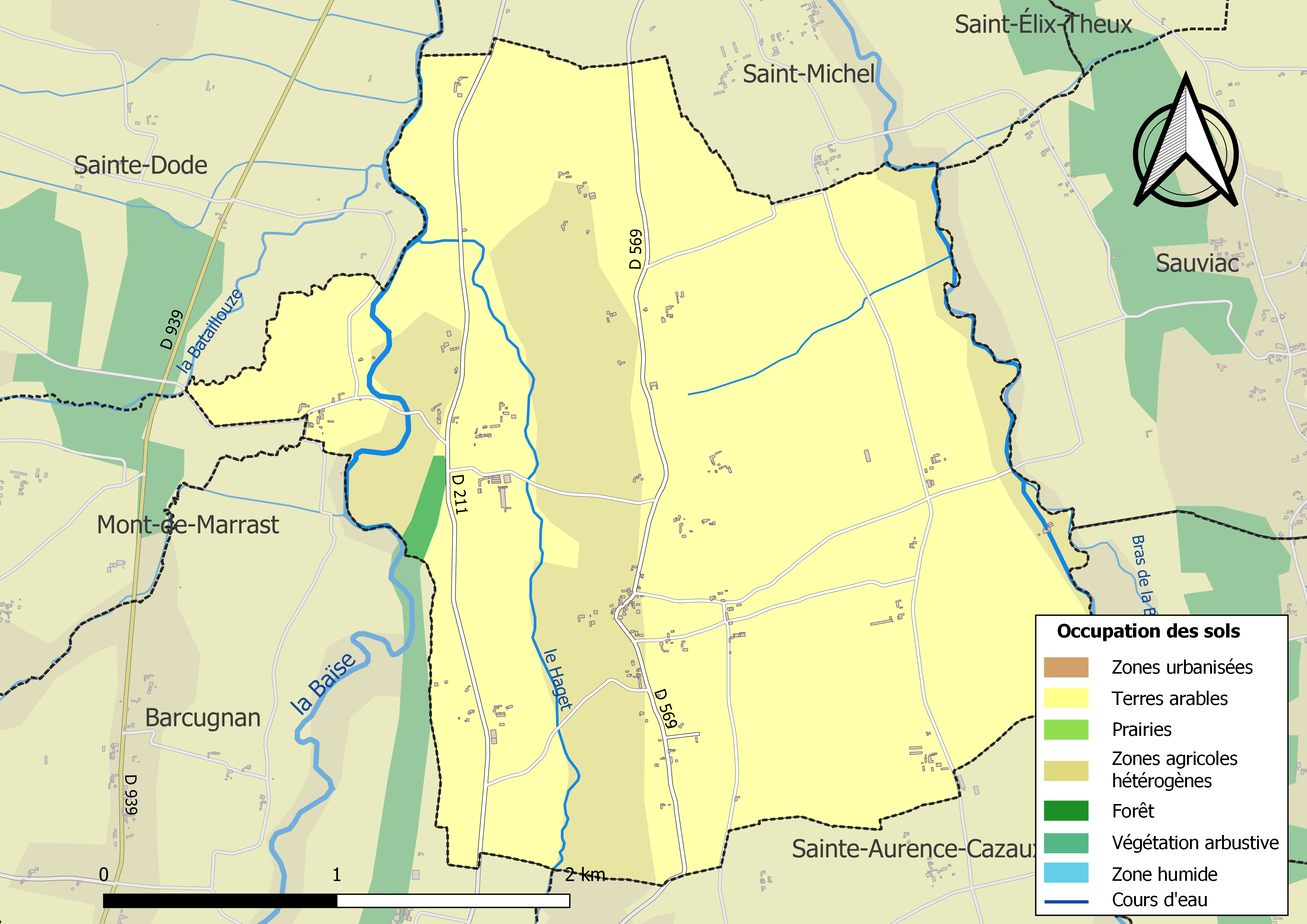
Carte des infrastructures et de l'occupation des sols de la commune en 2018 (CLC).

### Voies de communication et transports
La commune est traversée par la route départementale 569 entre Saint-Michel et Sainte-Aurence-Cazaux au niveau du village, et par la D.211 entre Saint-Michel et Barcugnan, dans la vallée du Haget.

### Risques majeurs
Le territoire de la commune de Montaut est vulnérable à différents aléas naturels : météorologiques (tempête, orage, neige, grand froid, canicule ou sécheresse), inondations et séisme (sismicité faible). Il est également exposé à un risque technologique, la rupture d'un barrage. Un site publié par le BRGM permet d'évaluer simplement et rapidement les risques d'un bien localisé soit par son adresse soit par le numéro de sa parcelle.

#### Risques naturels
Certaines parties du territoire communal sont susceptibles d’être affectées par le risque d’inondation par débordement de cours d'eau, notamment la Baïse et la Baisole. La cartographie des zones inondables en ex-Midi-Pyrénées réalisée dans le cadre du XIe Contrat de plan État-région, visant à informer les citoyens et les décideurs sur le risque d’inondation, est accessible sur le site de la DREAL Occitanie. La commune a été reconnue en état de catastrophe naturelle au titre des dommages causés par les inondations et coulées de boue survenues en 1999, 2009, 2014 et 2020,.

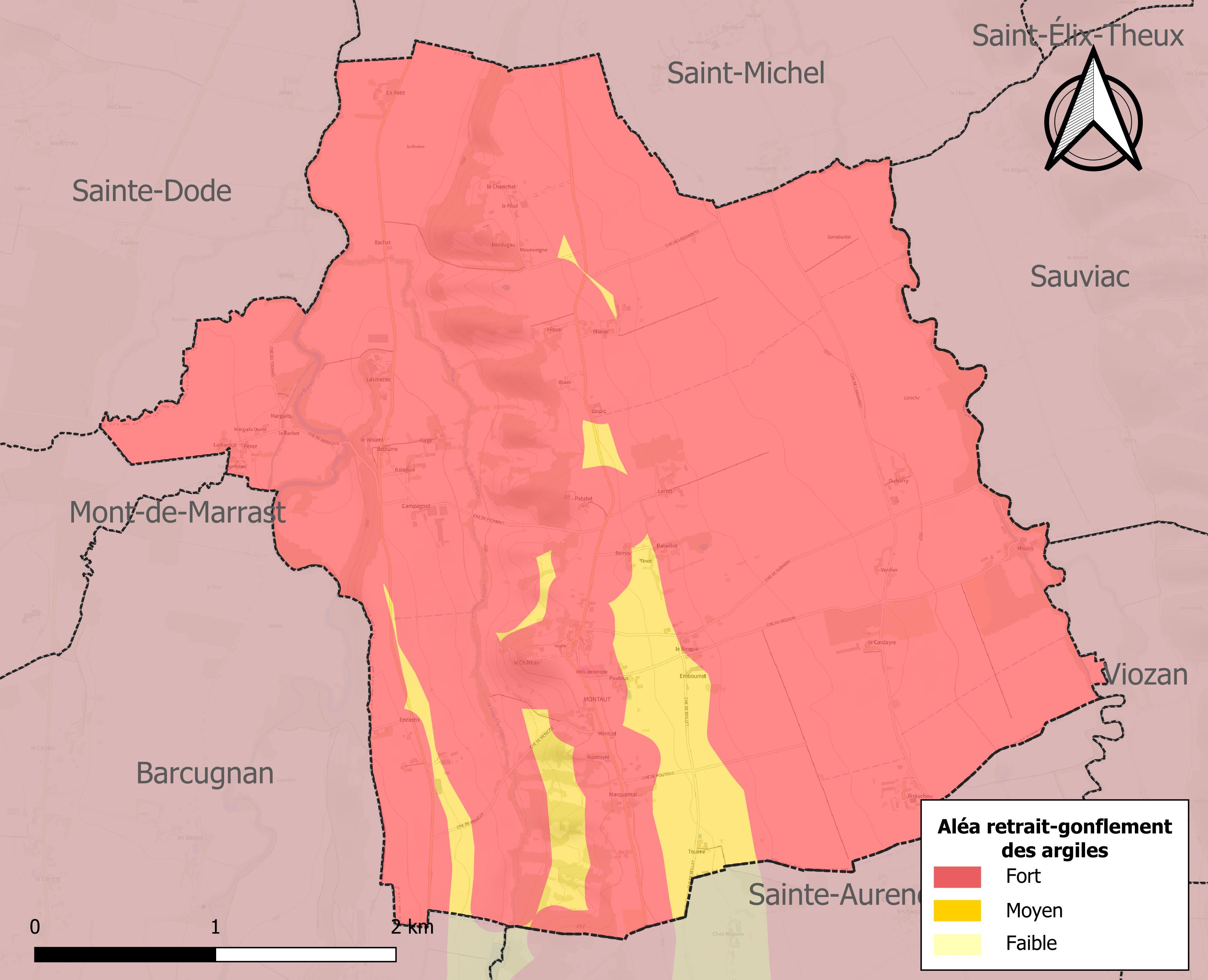
Carte des zones d'aléa retrait-gonflement des sols argileux de Montaut.

Le retrait-gonflement des sols argileux est susceptible d'engendrer des dommages importants aux bâtiments en cas d’alternance de périodes de sécheresse et de pluie. La totalité de la commune est en aléa moyen ou fort (94,5 % au niveau départemental et 48,5 % au niveau national). Sur les 68 bâtiments dénombrés sur la commune en 2019, 68 sont en aléa moyen ou fort, soit 100 %, à comparer aux 93 % au niveau départemental et 54 % au niveau national. Une cartographie de l'exposition du territoire national au retrait gonflement des sols argileux est disponible sur le site du BRGM,.
Par ailleurs, afin de mieux appréhender le risque d’affaissement de terrain, l'inventaire national des cavités souterraines permet de localiser celles situées sur la commune.
Concernant les mouvements de terrains, la commune a été reconnue en état de catastrophe naturelle au titre des dommages causés par la sécheresse en 1989 et par des mouvements de terrain en 1999.

#### Risques technologiques
La commune est en outre située en aval du barrage de Puydarrieux, un ouvrage de classe A disposant d'une retenue de 14,5 millions de mètres cubes. À ce titre elle est susceptible d’être touchée par l’onde de submersion consécutive à la rupture de cet ouvrage.

## Toponymie
Le nom de Montaut provient de "Monte Alto" ou "Mont Altus", soit littéralement "mont élevé", en référence au site de la motte castrale du château primitif.
L'endonyme Montaut-d'Astarac permet de ne pas confondre la commune avec Montaut-les-Créneaux, également dans le Gers. Cet endonyme est utilisé par la préfecture.
Il apparait dans des archives judiciaires que le tribunal de Mirande utilisait la mention Montaut-Miélan dans les années 1920, très certainement pour la même raison (ne pas confondre la commune avec Montaut-les-Créneaux, également dans le Gers). Cependant ce n'est pas un endonyme au sens strict car Miélan n'est pas limitrophe, il s'agit plutôt d'une circonscription qui existe encore aujourd'hui.

## Histoire

### L'ancien château de Montaut
Les premières traces écrites mentionnant des fortifications seigneuriales à Montaut remontent à 1210 (cartulaire de Berdoues, acte 628). Le château a été bâti sur une motte castrale circulaire, comme on peut en trouver dans de nombreux villages alentour (Sainte-Aurence-Cazaux, Barcugnan...).
Le site a probablement été remanié plusieurs fois jusqu'à nos jours. Il subsiste encore la plateforme sommitale. Elle est surmontée aujourd'hui d'un corps de ferme récent (XVIIe/XVIIIe), dont un angle de façade en galets et briques de terre cuite daterait du XIVe. On retrouve la même technique de construction sur les remparts de Trie-sur-Baïse élevés à la suite d'un acte de paréage conclu en 1323. Encore en élévation en 2012, la façade septentrionale s'est effondrée depuis.
La chapelle, aujourd'hui église Saint-André, était rattachée à ce château. Les traces d'une autre église et d'un cimetière ont été identifiés au nord du village. Les ossements provenant de cet ancien cimetière ont été déplacés dans l'actuel.

### L'ancien moulin à vent
Sur une motte élevée située au nord du village, le cadastre napoléonien montre l’existence, jusqu'à au moins 1890, d'un moulin à vent, dont il ne reste aujourd'hui que des meules en pierre.

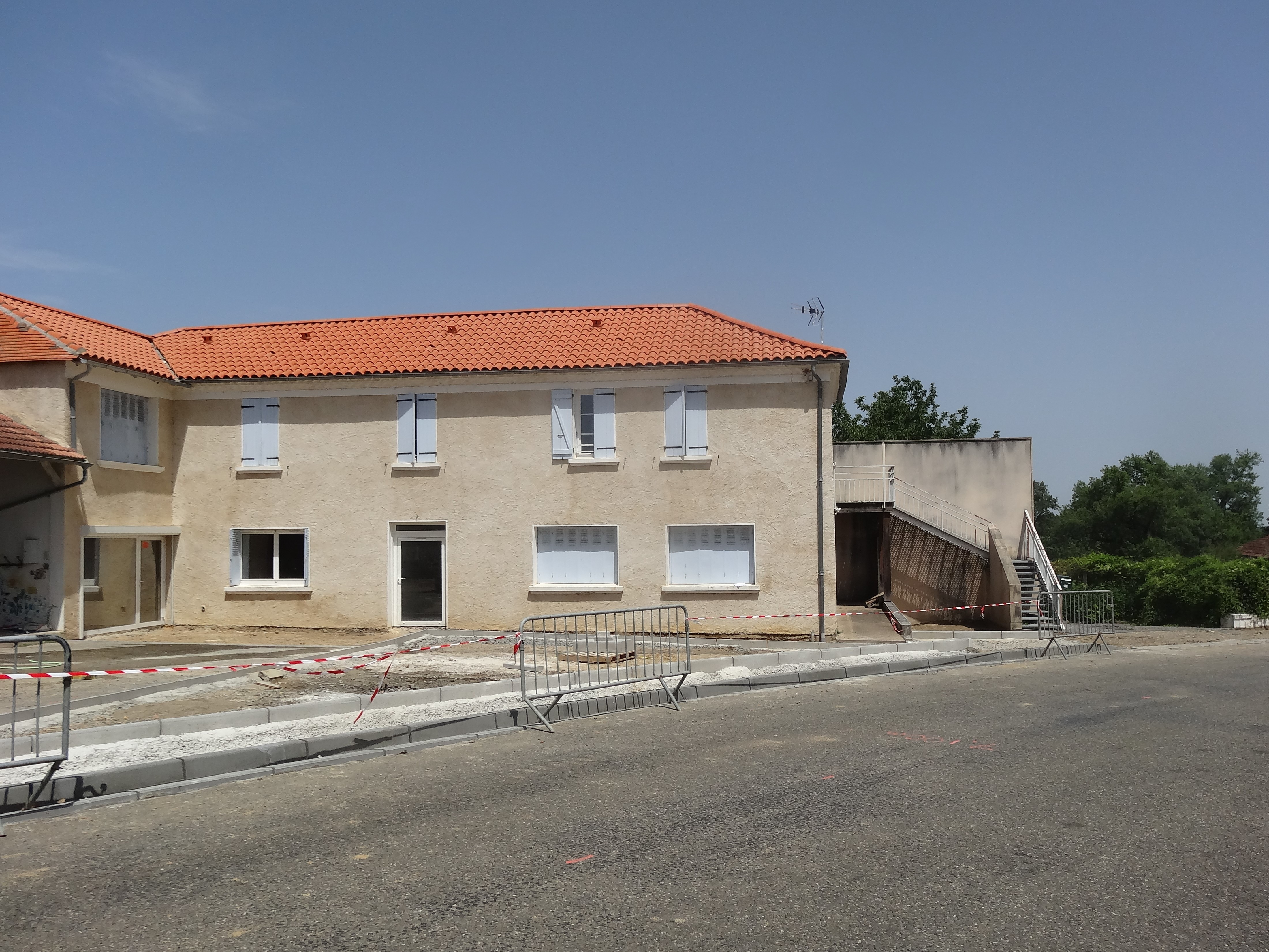
La mairie.

## Population et société

### Démographie
Ses habitants sont appelés les Montois.
| 1793 | 1800 | 1806 | 1821 | 1831 | 1841 | 1846 | 1851 | 1856 |
| ---- | ---- | ---- | ---- | ---- | ---- | ---- | ---- | ---- |
| 292  | 223  | 291  | 245  | 394  | 371  | 420  | 348  | 357  |

| 1861 | 1866 | 1872 | 1876 | 1881 | 1886 | 1891 | 1896 | 1901 |
| ---- | ---- | ---- | ---- | ---- | ---- | ---- | ---- | ---- |
| 380  | 370  | 361  | 341  | 337  | 309  | 299  | 272  | 271  |

| 1906 | 1911 | 1921 | 1926 | 1931 | 1936 | 1946 | 1954 | 1962 |
| ---- | ---- | ---- | ---- | ---- | ---- | ---- | ---- | ---- |
| 261  | 262  | 246  | 242  | 239  | 234  | 232  | 233  | 216  |

| 1968 | 1975 | 1982 | 1990 | 1999 | 2006 | 2011 | 2016 | 2021 |
| ---- | ---- | ---- | ---- | ---- | ---- | ---- | ---- | ---- |
| 201  | 179  | 154  | 134  | 117  | 119  | 112  | 119  | 121  |

| 2022 | - | - | - | - | - | - | - | - |
| ---- | - | - | - | - | - | - | - | - |
| 123  | - | - | - | - | - | - | - | - |

### Enseignement
Montaut fait partie de l'académie de Toulouse.

## Économie

### Emploi
|                | 2008  | 2013  | 2018   |
| -------------- | ----- | ----- | ------ |
| Commune        | 1,7 % | 8,5 % | 11,7 % |
| Département    | 6,1 % | 7,5 % | 8,2 %  |
| France entière | 8,3 % | 10 %  | 10 %   |

En 2018, la population âgée de 15 à 64 ans s'élève à 60 personnes, parmi lesquelles on compte 76,7 % d'actifs (65 % ayant un emploi et 11,7 % de chômeurs) et 23,3 % d'inactifs,. En  2018, le taux de chômage communal (au sens du recensement) des 15-64 ans est supérieur à celui du département et de la France, alors qu'en 2008 la situation était inverse.
La commune est hors attraction des villes,. Elle compte 52 emplois en 2018, contre 41 en 2013 et 43 en 2008. Le nombre d'actifs ayant un emploi résidant dans la commune est de 39, soit un indicateur de concentration d'emploi de 132,9 % et un taux d'activité parmi les 15 ans ou plus de 44,2 %.
Sur ces 39 actifs de 15 ans ou plus ayant un emploi, 24 travaillent dans la commune, soit 62 % des habitants. Pour se rendre au travail, 59 % des habitants utilisent un véhicule personnel ou de fonction à quatre roues, 18 % s'y rendent en deux-roues, à vélo ou à pied et 23,1 % n'ont pas besoin de transport (travail au domicile).

### Activités hors agriculture
15 établissements sont implantés  à Montaut au 31 décembre 2019.
Le secteur de l'industrie manufacturière, des industries extractives et autres est prépondérant sur la commune puisqu'il représente 60 % du nombre total d'établissements de la commune (9 sur les 15 entreprises implantées  à Montaut), contre 12,3 % au niveau départemental.

### Agriculture
La commune est dans l'Astarac, une petite région agricole englobant tout le Sud du département du Gers, un quart de sa superficie, et correspond au pied de lʼéventail gascon. En 2020, l'orientation technico-économique de l'agriculture  sur la commune est la polyculture et/ou le polyélevage.
|               | 1988 | 2000 | 2010 | 2020 |
| ------------- | ---- | ---- | ---- | ---- |
| Exploitations | 25   | 18   | 17   | 16   |
| SAU (ha)      | 766  | 687  | 896  | 950  |

Le nombre d'exploitations agricoles en activité et ayant leur siège dans la commune est passé de 25 lors du recensement agricole de 1988  à 18 en 2000 puis à 17 en 2010 et enfin à 16 en 2020, soit une baisse de 36 % en 32 ans. Le même mouvement est observé à l'échelle du département qui a perdu pendant cette période 51 % de ses exploitations,. La surface agricole utilisée sur la commune a quant à elle augmenté, passant de 766 ha en 1988 à 950 ha en 2020. Parallèlement la surface agricole utilisée moyenne par exploitation a augmenté, passant de 31 à 59 ha.

## Culture locale et patrimoine

### Lieux et monuments
- L'église Saint-André est un édifice roman.

L'église Saint-André
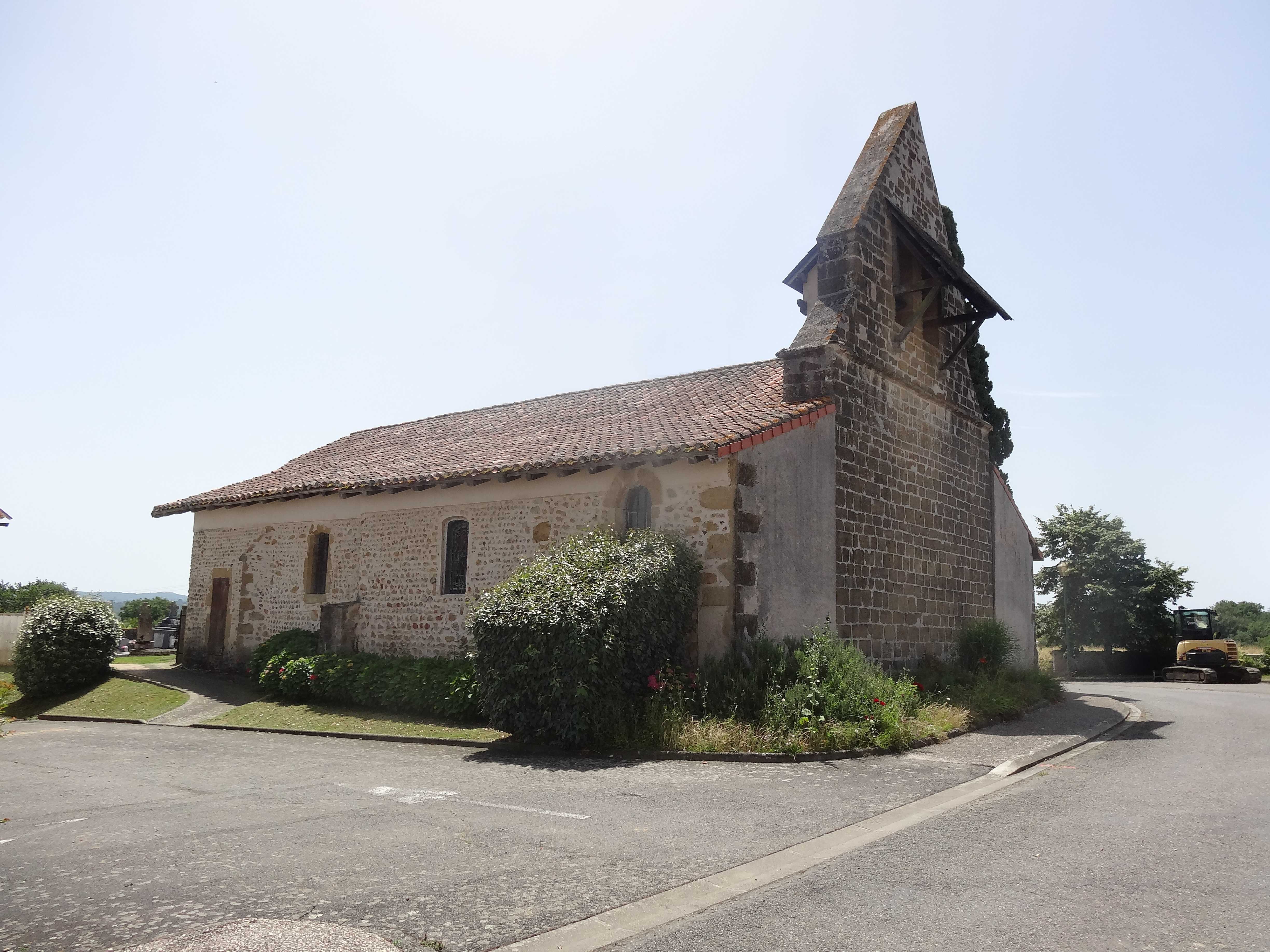
L’église et son clocher-mur.
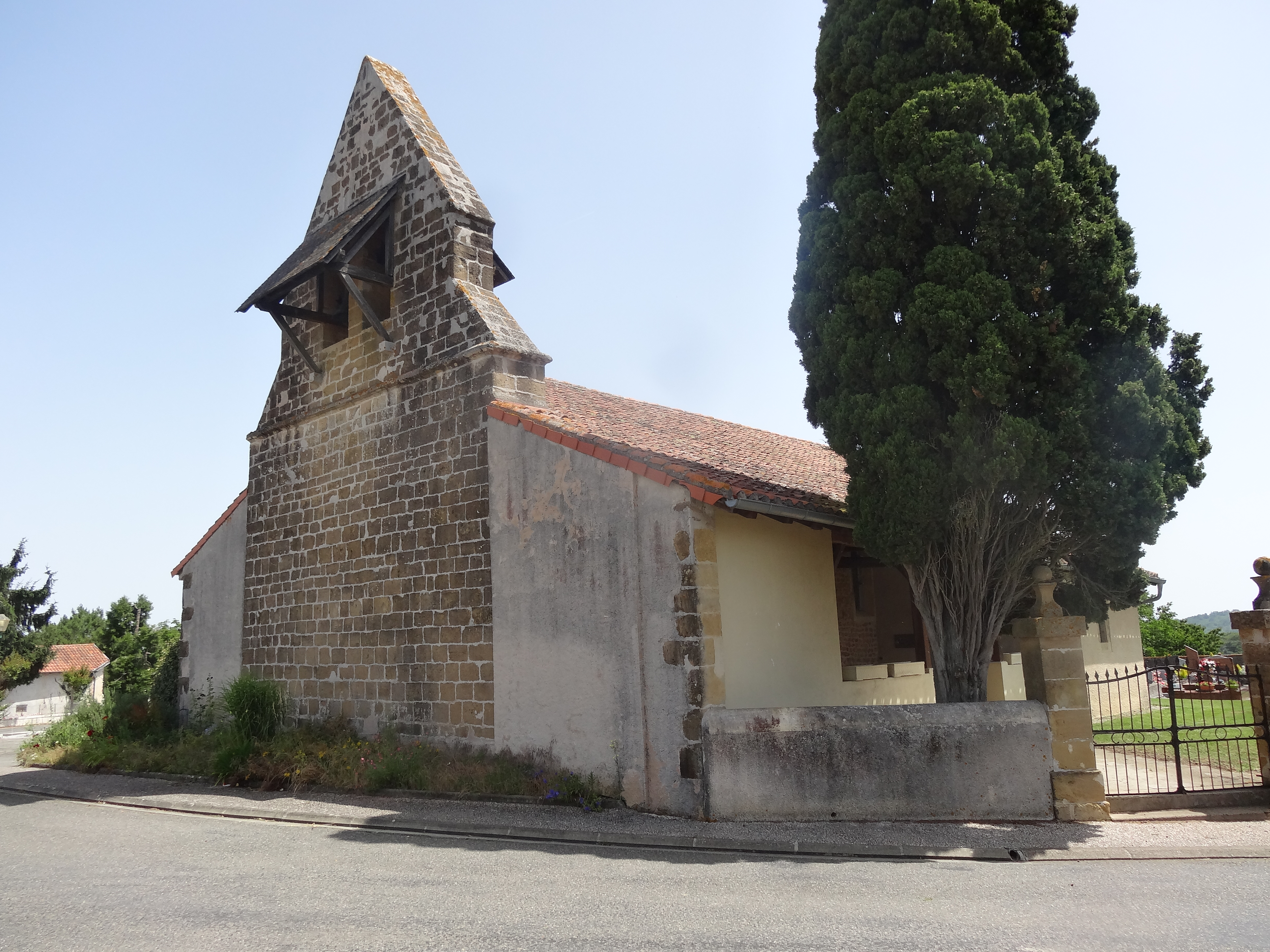
Vue opposée.
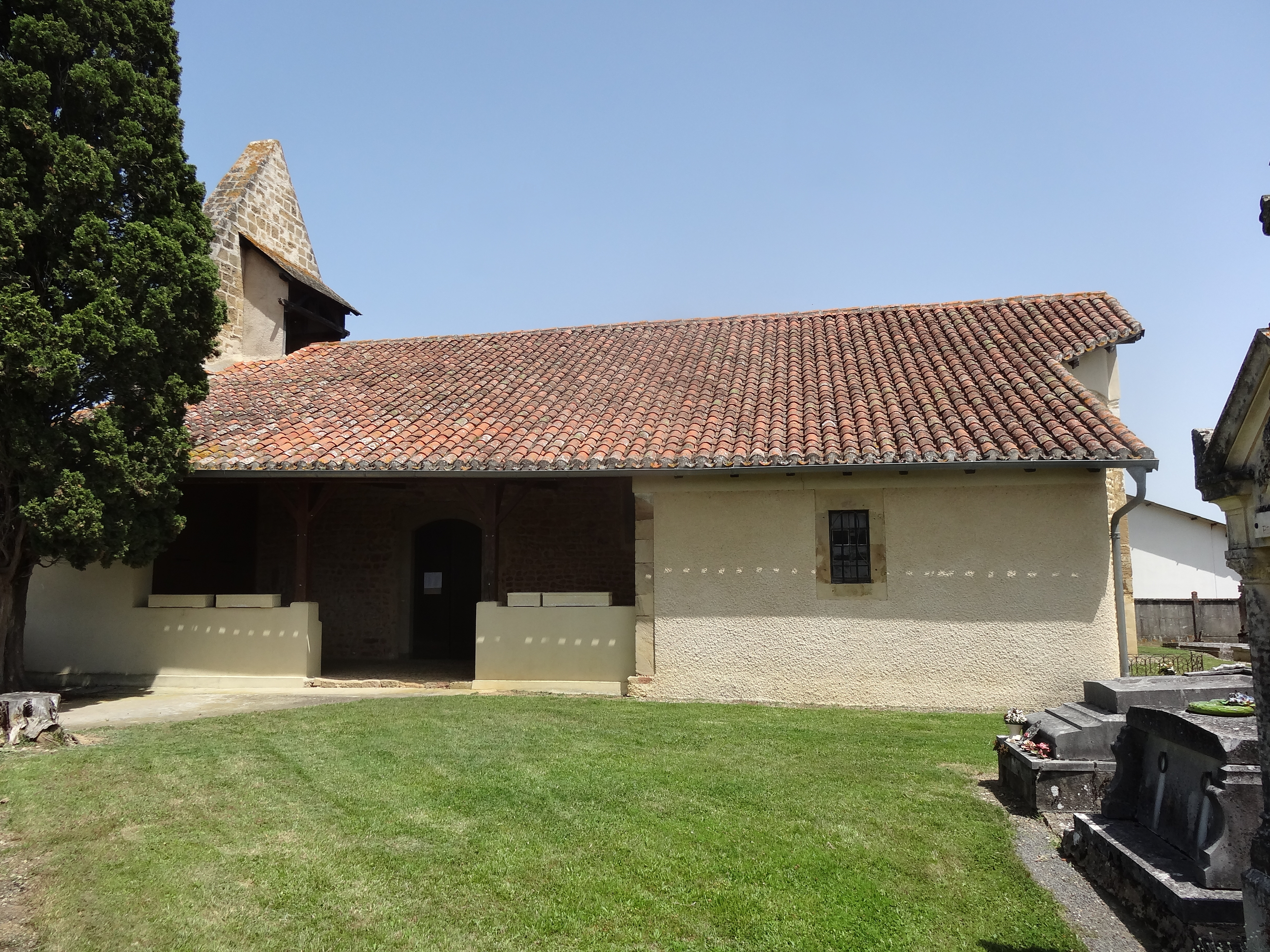
Vue sud sur le porche.
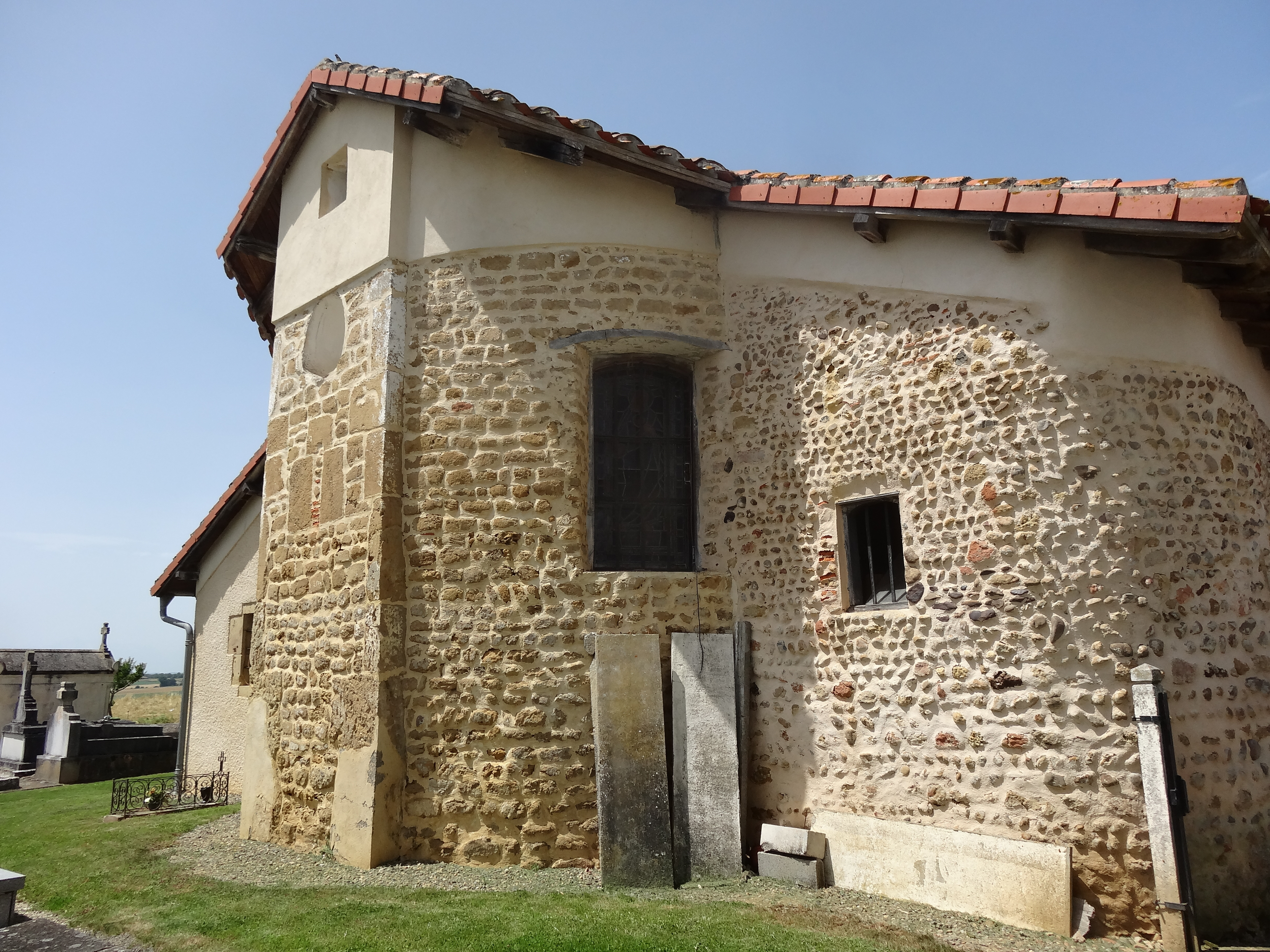
Le joli chevet.

- Ferme en ruines à l'emplacement de l'ancien château de Montaut. Ruines privées, accès dangereux, ne se visite pas.

Autres lieux et monuments
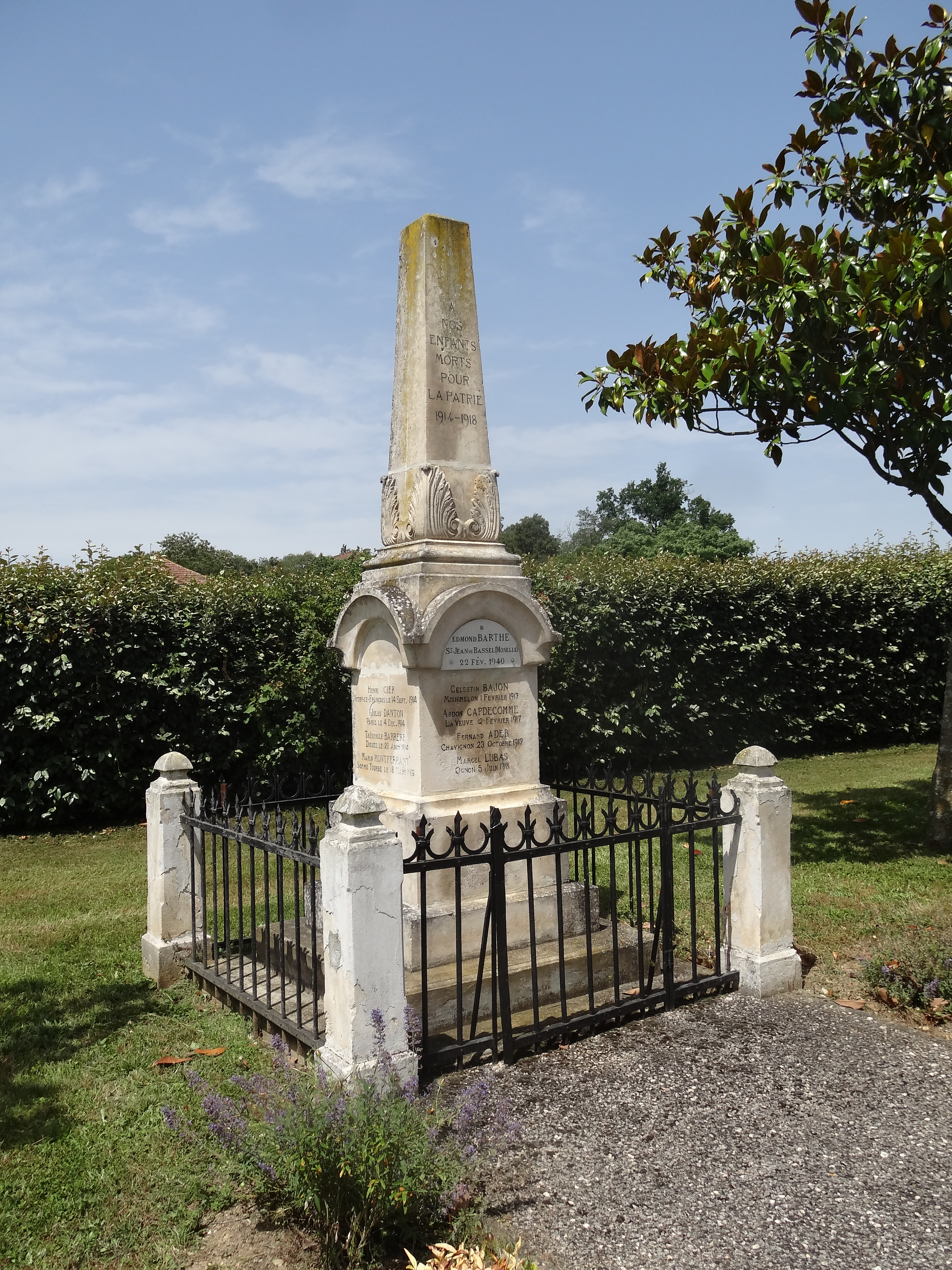
Le monument aux morts.
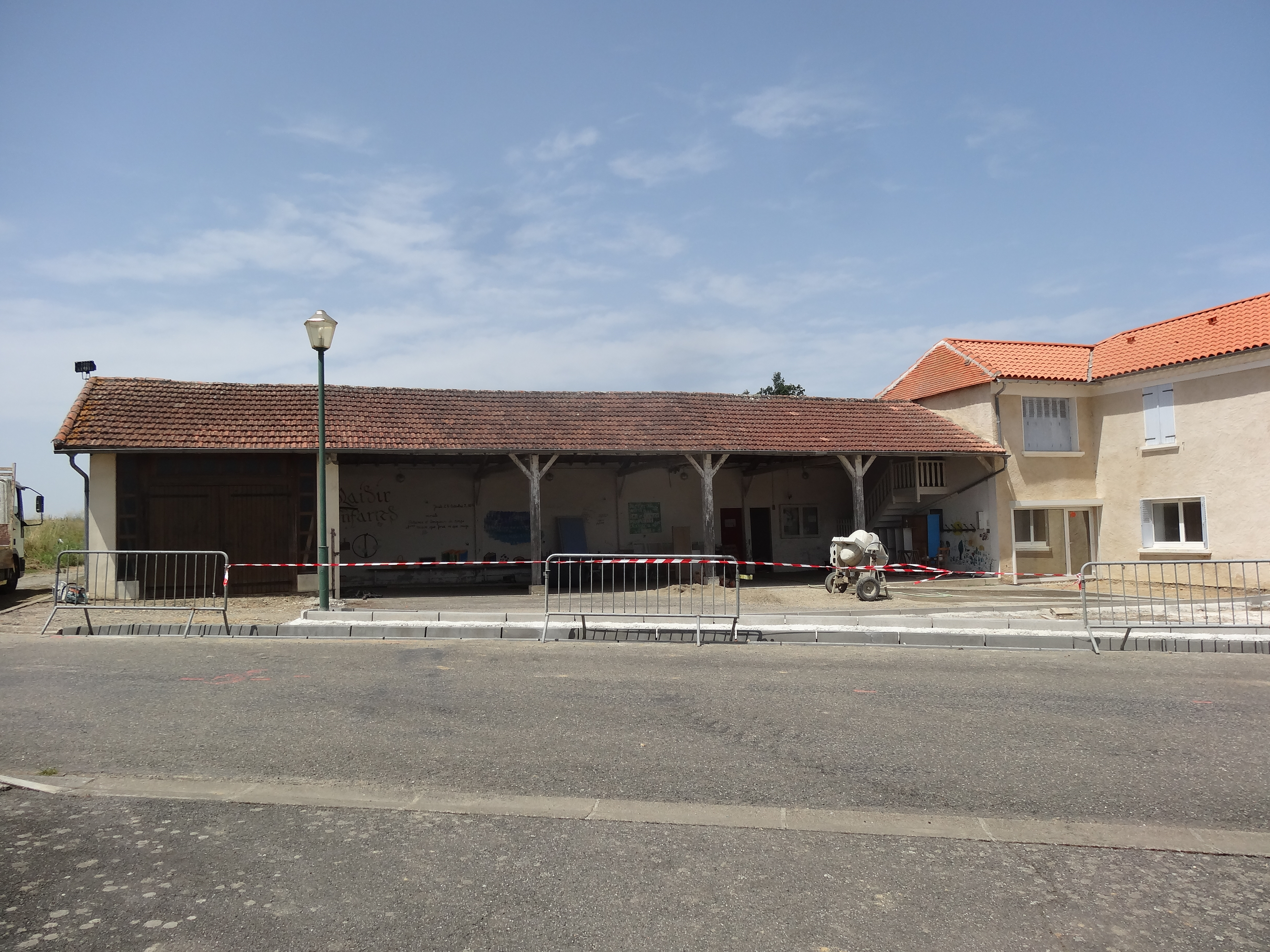
Le préau de la mairie, ancienne mairie-école.